# 越後交通
越後交通株式會社（日语：／）是一間總部位於新潟縣長岡市的巴士公司。營業範圍為長岡市與鄰接的市町村。
在1960年（昭和35年）10月1日從「長岡鐵道」、「中越自動車」和「栃尾電鐵」三間公司合併而成，第一代社長為田中勇。3間公司中，最古老的公司是長岡鐵道株式會社，該公司原本在1914年以「中貫鐵道」株式會社的名稱開業，顧名思義，中貫鐵道是一間鐵路公司。而「中越自動車」則在1928年成立，為一間巴士公司，在1959年〜1966年之間曾經為東京急行電鐵（現時：東急）旗下公司。現時越後交通的巴士塗裝也與東急巴士一樣，使用銀色作為底色，配上了紅色線。

## 社紋
社紋在越後交通成立時向員工招募，最後選用了中越自動車員工的設計。在外圈是一個像汽車方向盤的圖案，外圈與內圈之間設有三條線，代表三間公司合併而成。中央設有一個「工」字，代表鐵路路軌和越後交通的頭文字（エ）。另外，內圈的兩個翅膀象徵公司對於交通業務的安定感和速度感。
在公司集團旗下也使用集團社紋。

越後交通的社紋
南越後觀光巴士的社紋

## 歷史
- 1914年（大正3年）
  - 3月3日：中貫鐵道株式會社成立。
  - 8月7日：中貫鐵道株式會社改名為長岡鐵道株式會社。
- 1915年（大正4年）
  - 2月14日：栃尾鐵道株式會社成立。
  - 10月7日：長岡鐵道株式會社開設大河津至寺泊之間的鐵路線「長岡鐵道」。
- 1928年（昭和3年）11月1日：中越自動車株式會社成立。
- 1943年（昭和18年）8月10日：在戰時實施的國策下，其他位於新潟縣中越地區內的巴士公司合併至中越自動車。
- 1950年（昭和25年）10月：沿線自治體為了讓長岡鐵道繼續營運和實現鐵路電氣化，田中角榮接受了請求，擔任長岡鐵道株式會社社長[4]。
- 1959年（昭和34年）5月29日：中越自動車成為東京急行電鐵（現：東急巴士）集團旗下公司。

### 三間公司合併，越後交通成立
- 1960年（昭和35年）10月1日：長岡鐵道株式會社、中越自動車株式會社和栃尾鐵道株式會社合併，公司名稱變更為越後交通株式會社（第一代社長：田中勇[注 1]）[3]。
- 1962年（昭和37年）田中勇辭任越後交通社長（在1966年，東急與越後交通也無資本關係，同時辭任越後交通的職員）
- 同年8月：分拆長鐵砂利（現時：長鐵工業）至獨立公司。
- 1966年（昭和41年）2月4日：脫離東急集團。
- 1968年（昭和43年）3月24日：為了業務多元化，開始進軍超級市場業務。1號店開設於「Mommy Store長岡站東口店」。
- 1969年（昭和44年）9月1日：開始進軍房地產業務。
- 1975年（昭和50年）3月31日：結束鐵路線的客運業務。
- 1978年（昭和53年）9月22日：開設長岡 - 新潟線（日语：長岡 - 新潟線）（與新潟交通（日语：新潟交通）聯營）。開始進軍高速巴士。
- 1980年（昭和55年）4月1日：分拆越後交通鐵工所至獨立公司。
- 1982年（昭和57年）10月14日：分拆越後交通工業至獨立公司。
- 1983年（昭和58年）：引入越後交通首部三色塗裝租賃車輛（利奧普蘭製造雙層巴士）。
- 1985年（昭和60年）
  - 10月16日：分拆越後北觀光巴士至獨立公司。
  - 12月10日：開設高速巴士路線「新潟 - 東京（池袋）線（日语：東京 - 新潟線）」（與新潟交通與西武巴士聯營）。
- 1986年（昭和61年）5月：總部從長岡市蓮潟町（現時：千秋三丁目）遷移至新建成的千秋原大廈。
- 1987年（昭和62年）12月4日：分拆南越後觀光巴士至獨立公司。
- 1988年（昭和63年）9月14日：分拆越後交通整備至獨立公司。
- 1995年（平成7年）3月31日：廢除所有鐵路業務。
- 1998年（平成10年）1月29日：分拆越後交通縣央觀光至獨立公司。
- 2007年（平成19年）7月17日：總部遷移至長岡站東口的E・PLAZA。
- 2008年（平成20年）
  - 3月31日：廢除北長岡營業所。所屬車輛轉移至其他營業所。
  - 4月1日：再次設立三條營業所。（在收購合併縣央觀光後新設營業所）
  - 4月24日：開設高速巴士路線「長岡・柏崎 - 京都・大阪線（日语：堺・なんば・京都 - 柏崎・長岡線）」（與南海巴士（日语：南海バス）聯營）。
  - 6月1日：高速巴士縣內線進行車費調整。
  - 7月1日：收購合併越後交通縣央觀光，接管三條營業所的路線。
  - 12月22日：除了高速巴士外，其餘路線進行車費調整。
- 2009年（平成21年）3月26日：高速巴士長岡·柏崎 - 京都·大阪線延伸至三條營業所。
- 2010年（平成22年）1月：在總部中的管理部門遷回長岡市千秋的千秋原大廈。
- 2012年（平成24年）5月14日：在越後交通大廈下餘下部門也遷回千秋原大廈。
- 2014年（平成26年）4月1日：隨著增加消費稅，包括高速巴士在內，所有路線實施車費調整。
- 2015年（平成27年）10月：收購合併越後交通物產。
- 2016年（平成28年）3月31日：關閉西長岡詢問處。詢問處前的巴士站名稱改為「西長岡」。
- 2017年（平成29年）10月1日：北越後觀光巴士合併至越後交通。承繼有所有巴士路線。
- 2018年（平成30年）9月30日：高速巴士「新潟 - 十日町線」由IK Alliance（日语：泉観光バス (新潟県)）接管。
- 2022年（令和4年）6月：伊比久就任集團社長。前社長田中直紀升任董事長，擁有代表權。妻子田中真紀子會長成為顧問，擁有代表權的[5]。
- 2023年（令和5年）4月10日：關閉長岡站前詢問處。

## 營業所
除了集團內部分營業所和車庫外，目的地的名稱多會使用「車庫」（例如：小千谷車庫等）。

### 車庫
- 本社營業所
- 東長岡營業所（悠久山公園）
- 小千谷營業所（小千谷車庫）
- 十日町營業所（十日町車庫 ※與南越後觀光巴士共用）

- 栃尾營業所（栃尾車庫）
- 柏崎營業所
- 三條營業所
  - 寺泊巴士中心

（另外，在長岡站東口設有巴士停車場）

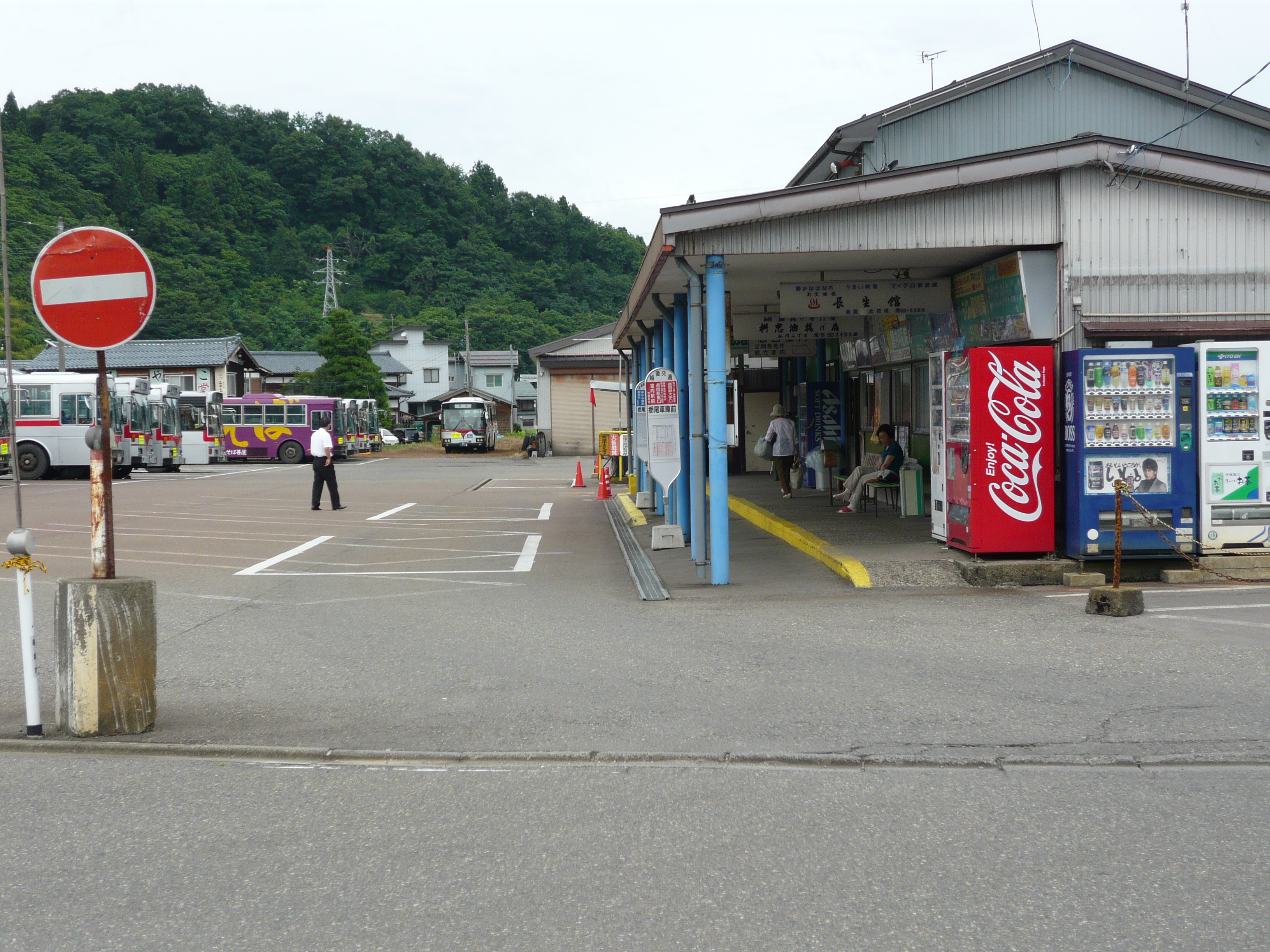
栃尾車庫

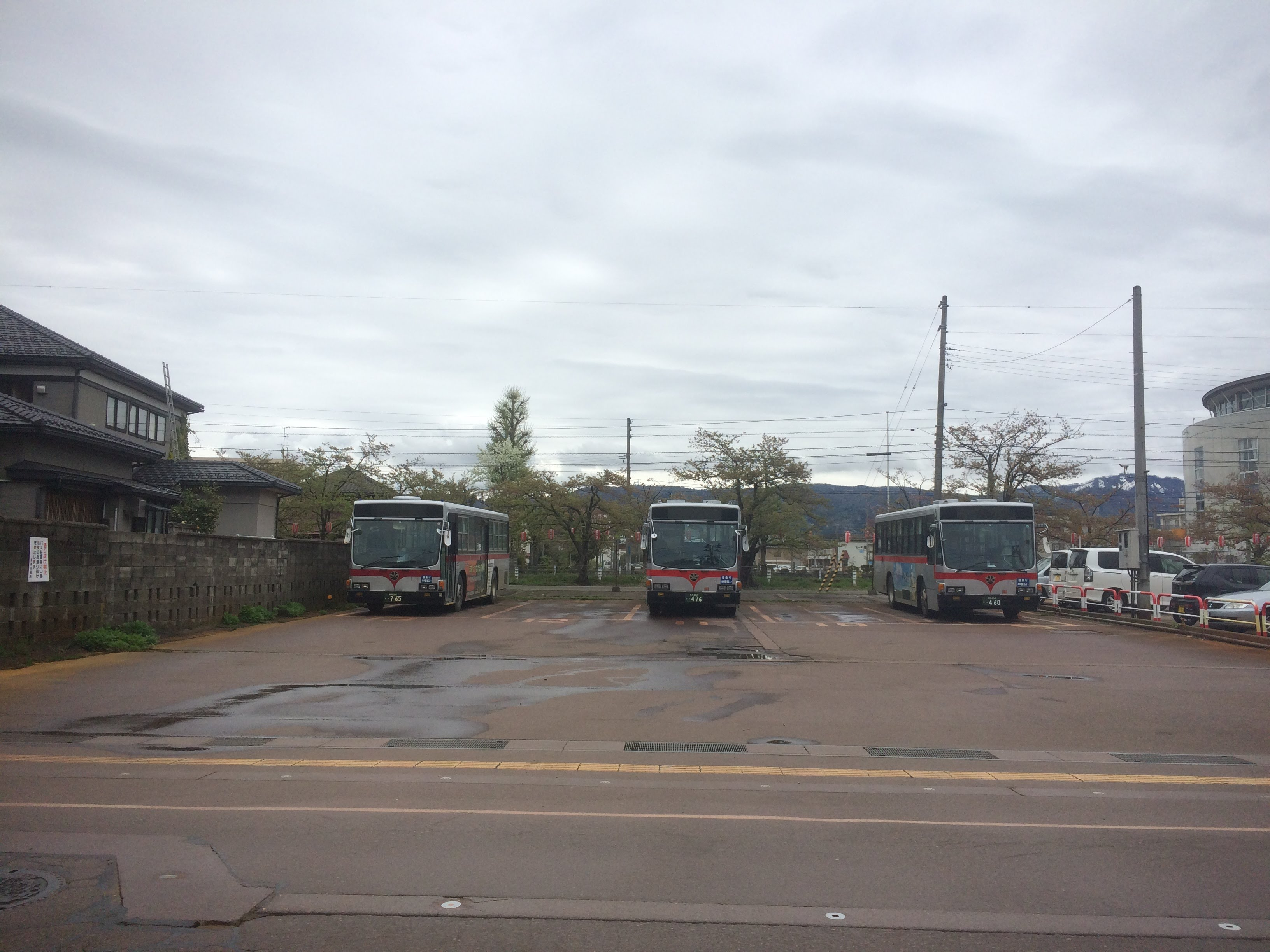
長岡站東口停車場

車牌方面，三條營業所所屬車輛會在新潟登記。包含寺泊巴士中心在內，其他營業所的車輛會在長岡登記。

### 南越後觀光巴士
- 本社（六日町）營業所
- 小出營業所
- 津南營業所（大割野車庫）
- 湯澤車庫

（由於路線關係，南越後觀光巴士也會使用越後交通十日町車庫）

## 曾經存在的附屬公司

### 北越後觀光巴士
- 本社（柏崎）營業所（位於越後交通柏崎營業所內）
- 長岡營業所（位於越後交通栃尾營業所內，在2008年4月前，曾經位於越後交通北長岡營業所內）
- 小千谷營業所（位於越後交通小千谷營業所內）

另外在十日町、岡野町、出雲崎和見附設有詢問處和車庫。
北越後觀光巴士在2017年10月1日合併至越後交通。

### 越後交通縣央觀光
- 本社（三條）
- 寺泊車庫

越後交通縣央觀光於1998年1月29日從越後交通分離。越後交通（舊）三條營業所所管轄的縣央地帶巴士路線由越後交通縣央觀光承繼。但是，長岡站 - 中之島 - 今町 - 東三條站線繼續由越後交通營運。
在2008年7月1日，越後交通縣央觀光再次合併至越後交通。同一時期，隨著關閉北長岡營業所，越後交通再次設置三條營業所，三條營業所再次接管該地區的路線。

## 巴士位置系統
關於巴士位置資訊，於互聯網上設有一個獨立的系統，名為「Bus-Vision長岡巴士i」。該系列可觀看所有於長岡市內行走的一般路線車輛。
正式名稱為「長岡市綜合交通資訊系統」。在引入該系統時，長岡市都市整備部交通政策課把所有巴士均裝上GPS裝置。
當「巴士關閉車門」或「播放下一站資訊（由Resonant Systems製造）」時，便會更新車輛位置。
（詳情參見巴士位置系統和官方網站 （页面存档备份，存于））

## 車費支付方法
許多路線的車費系統都是使用整理券方式，下車時基本上使用現金或回數券的方法支付。另外在各營業所與櫃臺可購入定期票。

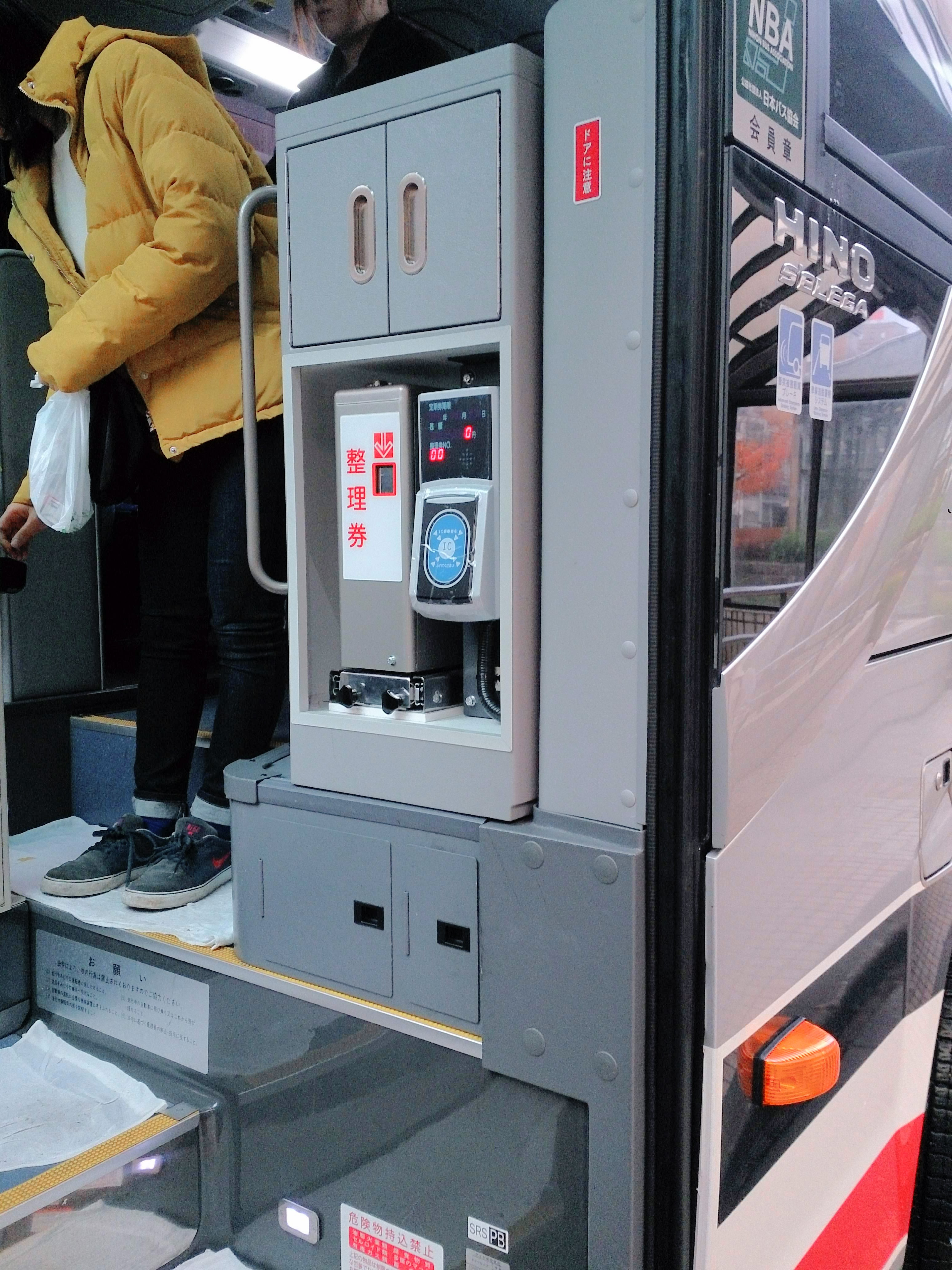
首日引入IC卡讀卡器的高速路線車輛（2018年12月）

在高速巴士長岡 - 新潟線、直江津·高田 - 新潟線、柏崎 - 新潟線中，除了使用現金外，也可使用Suica等交通系IC卡。
另外，在星期六、日、假日、夏季和年尾年初等特定日期，乘客在特定路線中支付車費時出示金牌駕照，便會享有50日圓折扣。
在高速路線以外的一般路線，於2021年3月20日起，越後交通和「長岡市地域交通協議會」營運的中央環狀線「巡迴號」開始試行引入交通系IC卡支付系統。
（合作公司為已經引入IC卡支付系統的新潟交通株式會社）

## 巴士特徴

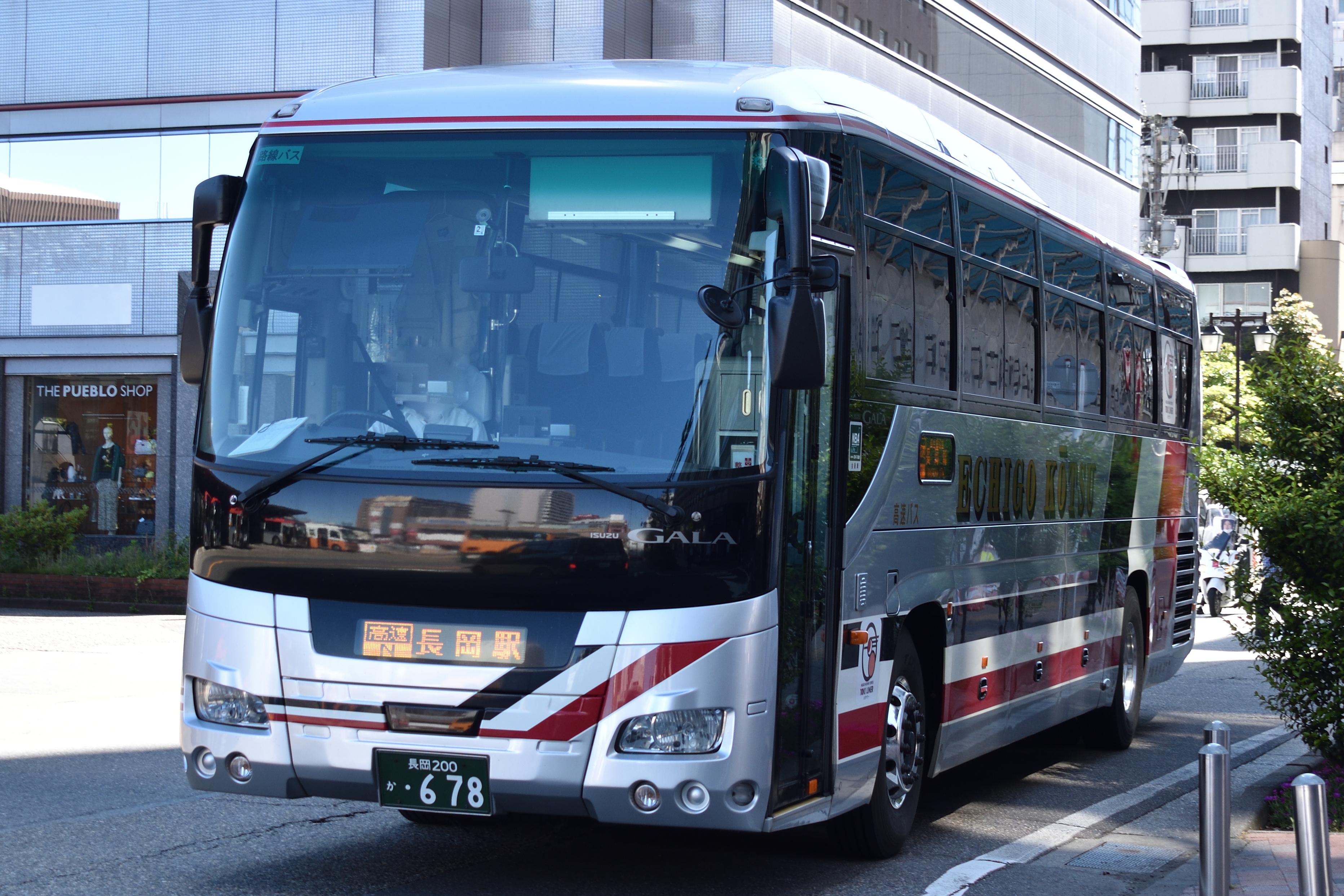
朱鷺Liner（縣內高速）車輛

### 塗裝
- 一般巴士路線的塗裝都是以銀色作為底色，配以紅色線作為設計。該設計是承繼曾經是東急集團旗下的中越巴士的塗裝。
  - 由於越後交通一般巴士的配色與東急巴士基本上相同，因此東急巴士的二手車引進越後交通後，實際上只改變公司名稱便能夠繼續營運，有一些二手車是轉往南越後觀光巴士和北越後觀光巴士。
  - 在1997年起，行走長岡的中央循環（巡迴號）和柏崎市內循環（風車號）的巴士使用了專用塗裝，這些巴士或者會貼上全車廣告。
- 另外，部分地區子公司的車輛（包括租賃車輛和一般車輛）的塗裝會沿用租賃車輛時代的舊塗色。車身顏色是白地配以四條淺海軍藍線條。側面和後方會寫上「越後交通」（又或者是以斜體寫上「南越後觀光」），在車窗上面會寫上「ECHIGO KOTSU」（有些車輛沒有羅馬字標記）。部分沿線居民和巴士迷會稱該巴士顏色為「hi-lite」色，這是由於車身設計與「hi-lite」煙草十分相似。
- 在現時租賃車輛和三條・長岡・柏崎 - 京都・大阪線以外高速巴士車輛的塗裝，會是以銀色作為底色，配以深藍色、白色和紅色三條線。車身側邊會以金色寫上「ECHIGO KOTSU」。
- 在2023年3月起，中央環狀線「巡迴號」引入了2架由中國江蘇常隆客車製造的電動巴士。這兩架巴士的白和綠色為主，車身圖案是植物枝葉，以表達善待自然環境的意識。
- 開設長岡・柏崎 - 京都・大阪線，越後交通購入了新車（日野S'elega（日语：日野・セレガ#セレガ（2代目）））。該巴士車身設計與上述的巴士相異。車身以海軍藍色作為底色，在車身後半部有一些黃色線條。在車身中央設有白色字「越後交通」。
  - 另外，在該路線開辦前，越後交通還未有獨立的三排座車輛，因此當時從南海巴士承繼一架後備、續行班次專用車輛（三菱扶桑 Aero Queen）。當中車身塗裝繼續使用南海巴士Southern Cross號的設計[注 3]，只把公司名稱變更為越後交通。在2011年5月才把塗裝變更，變為上述租賃·高速專用設計（該車輛已經被退役）。

### 車牌
- 只有少數車牌背景才有圖案。
  - 三條營業所所屬車輛車牌的背景圖案是朱鷺和萬代橋，車牌地名是新潟[注 4]。
  - 三條營業所以外的所屬車輛車牌之背景圖案是長岡煙花，車牌地名是長岡。

## 圖庫

### 詢問處

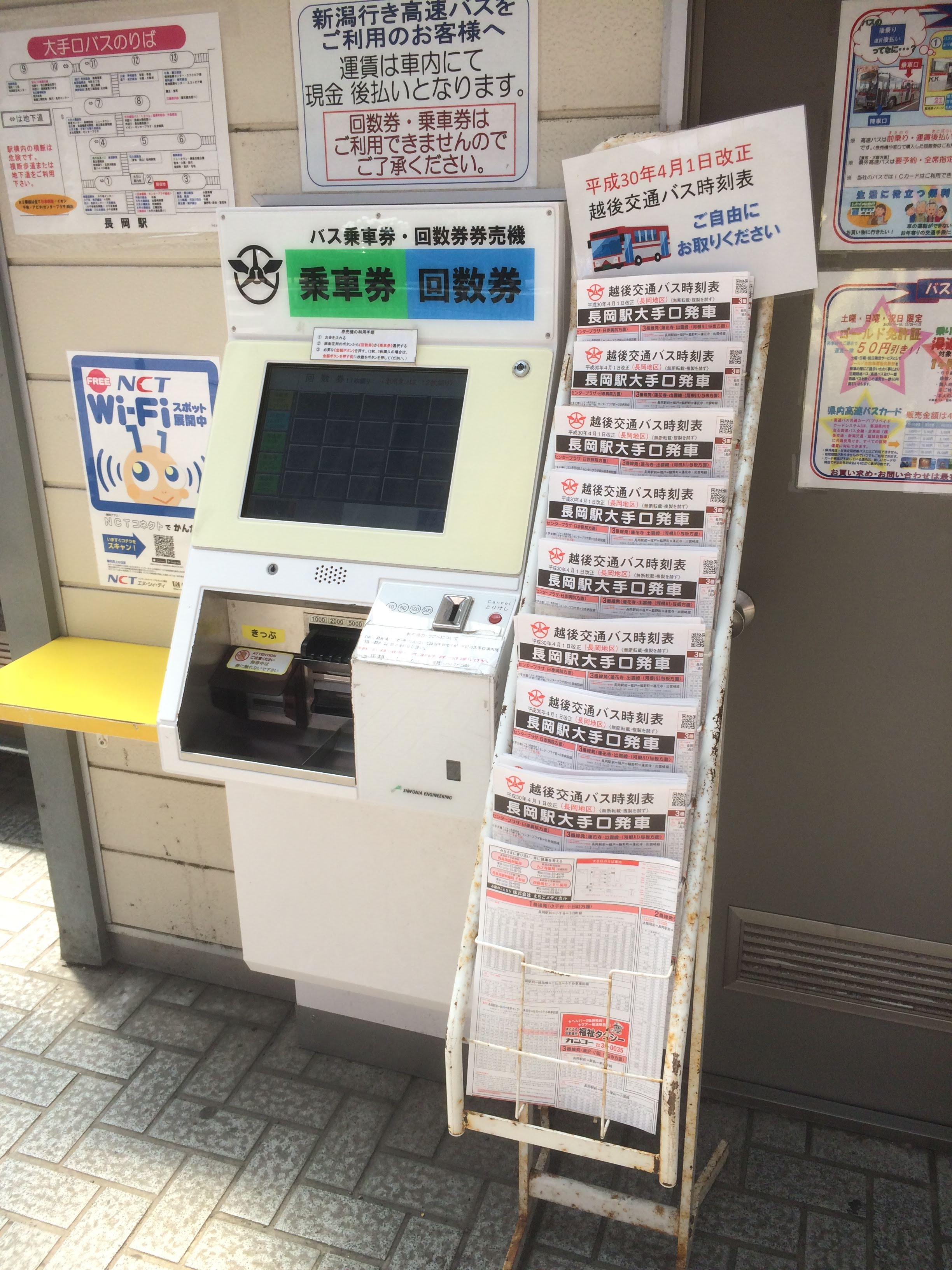
在長岡站大手口·東口設置了回數券和自動售票機（圖中是大手口）
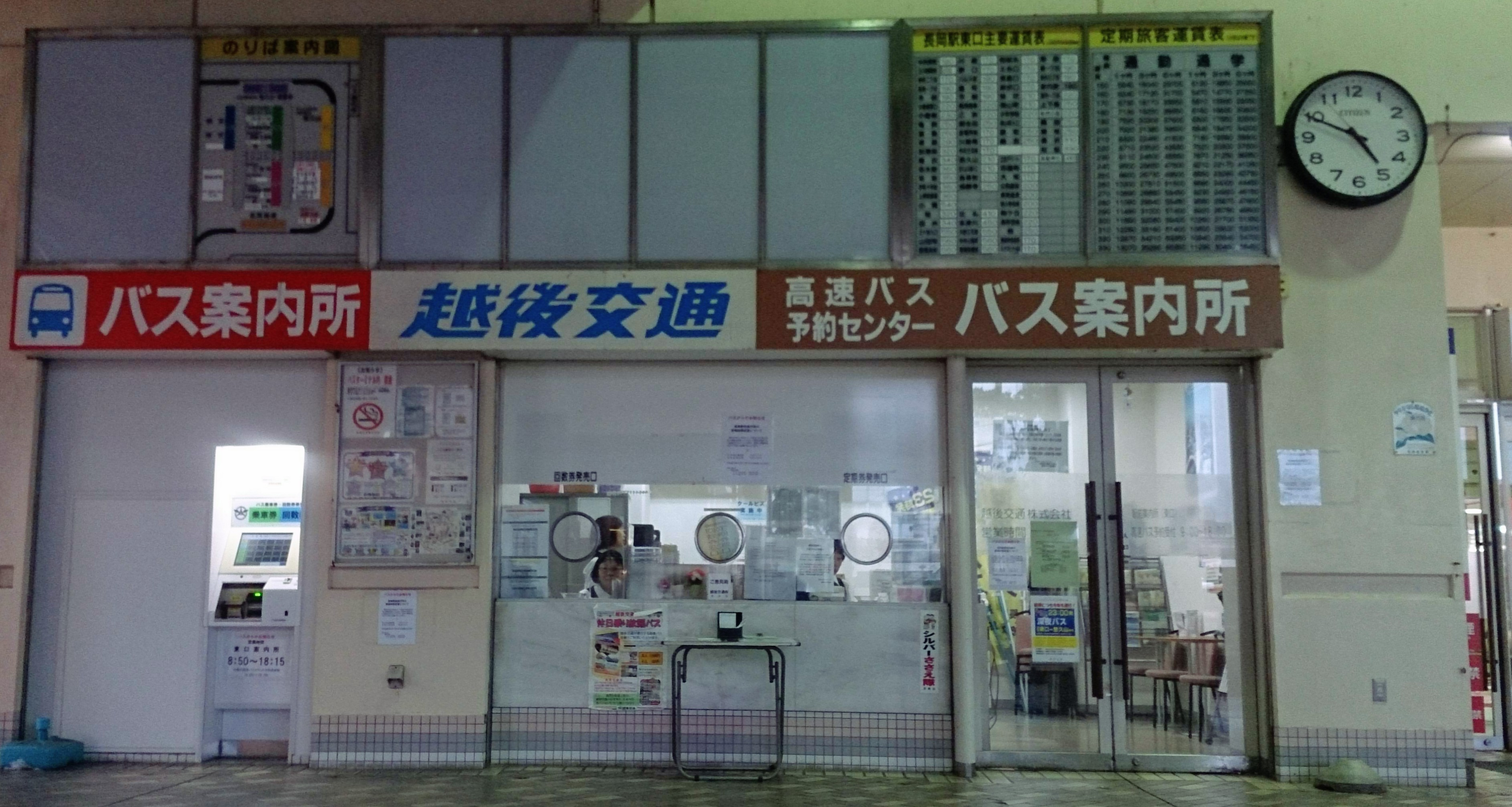
長岡站東口詢問處

### 裝備

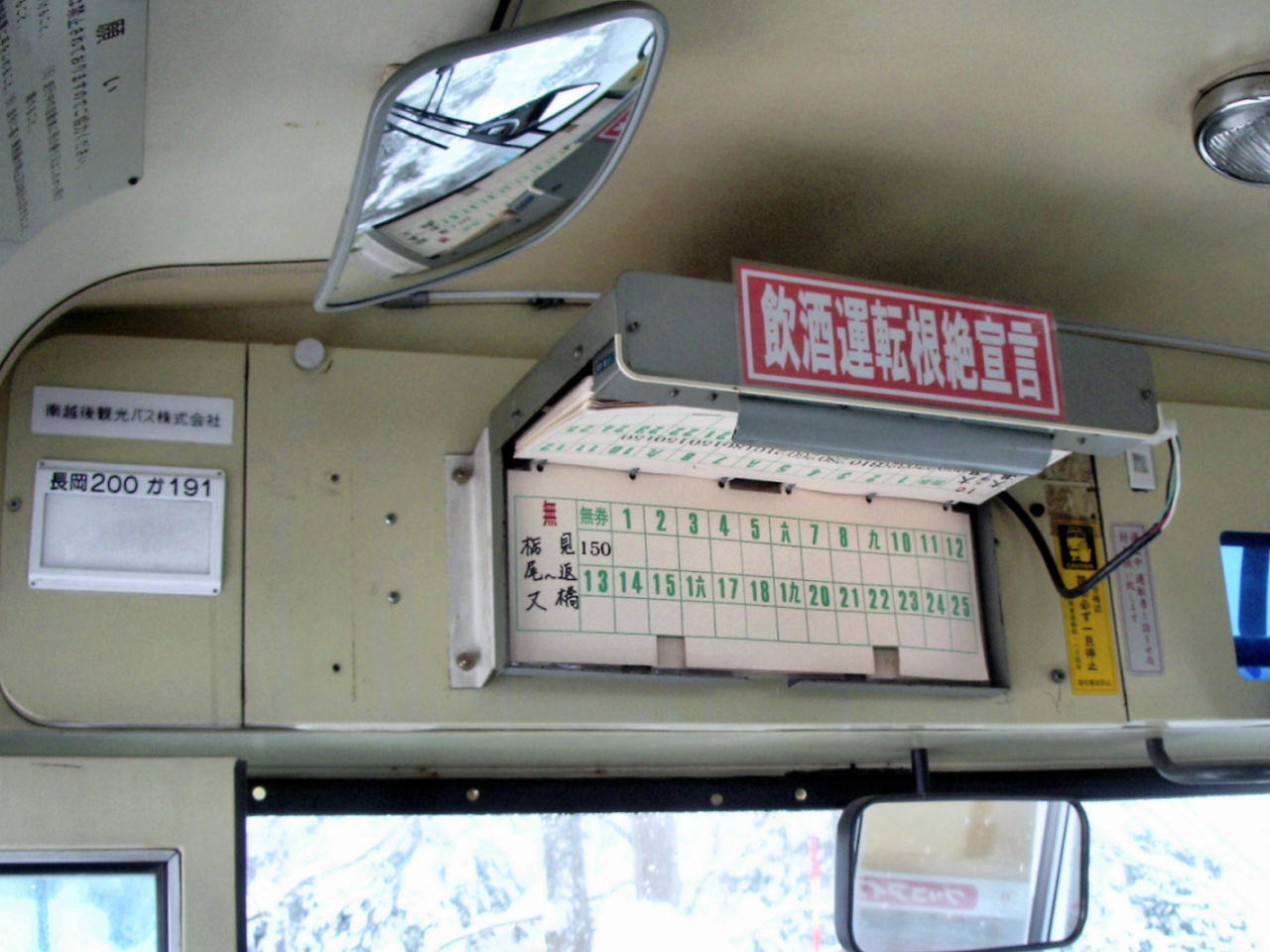
紙式車費表
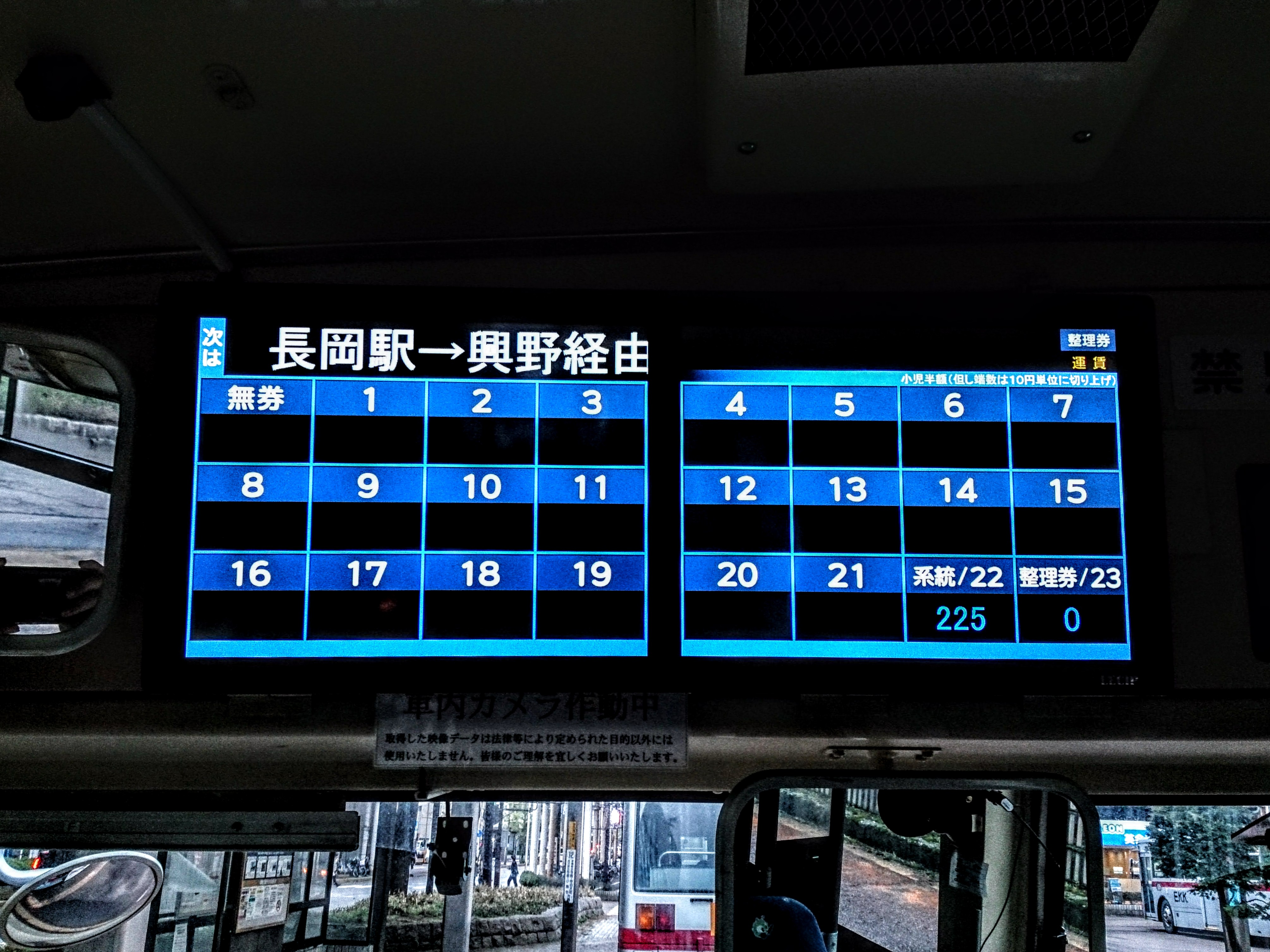
液晶體式車費表（LECIP製）

### 車両

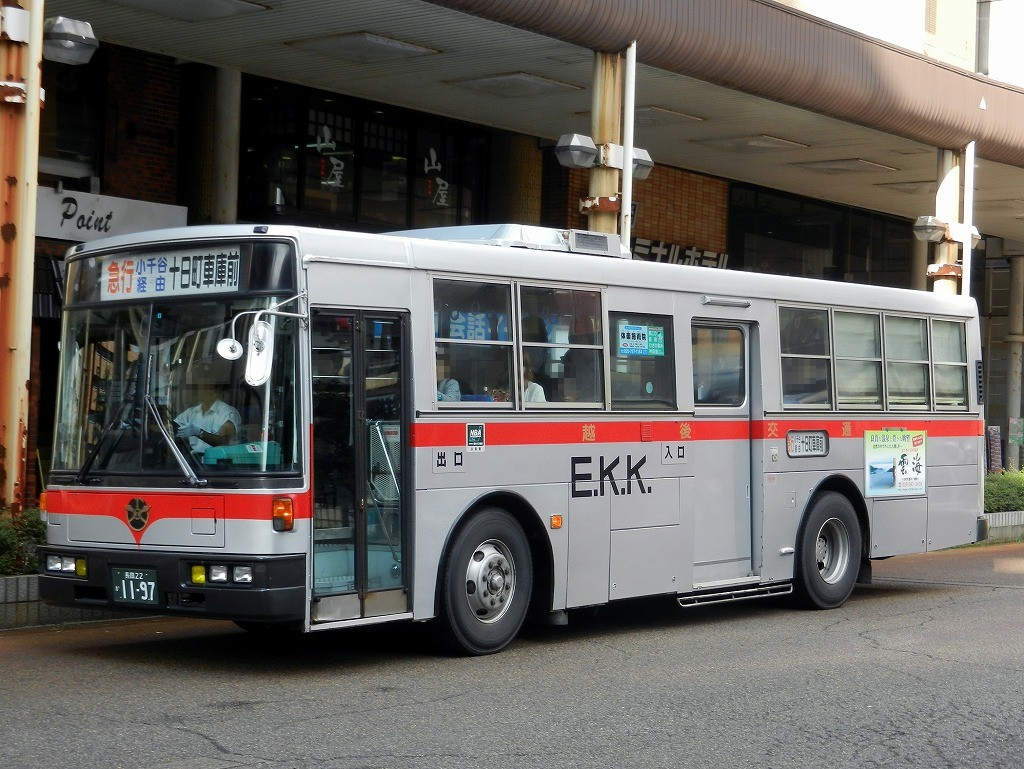
一般巴士車輛（兩級式巴士）
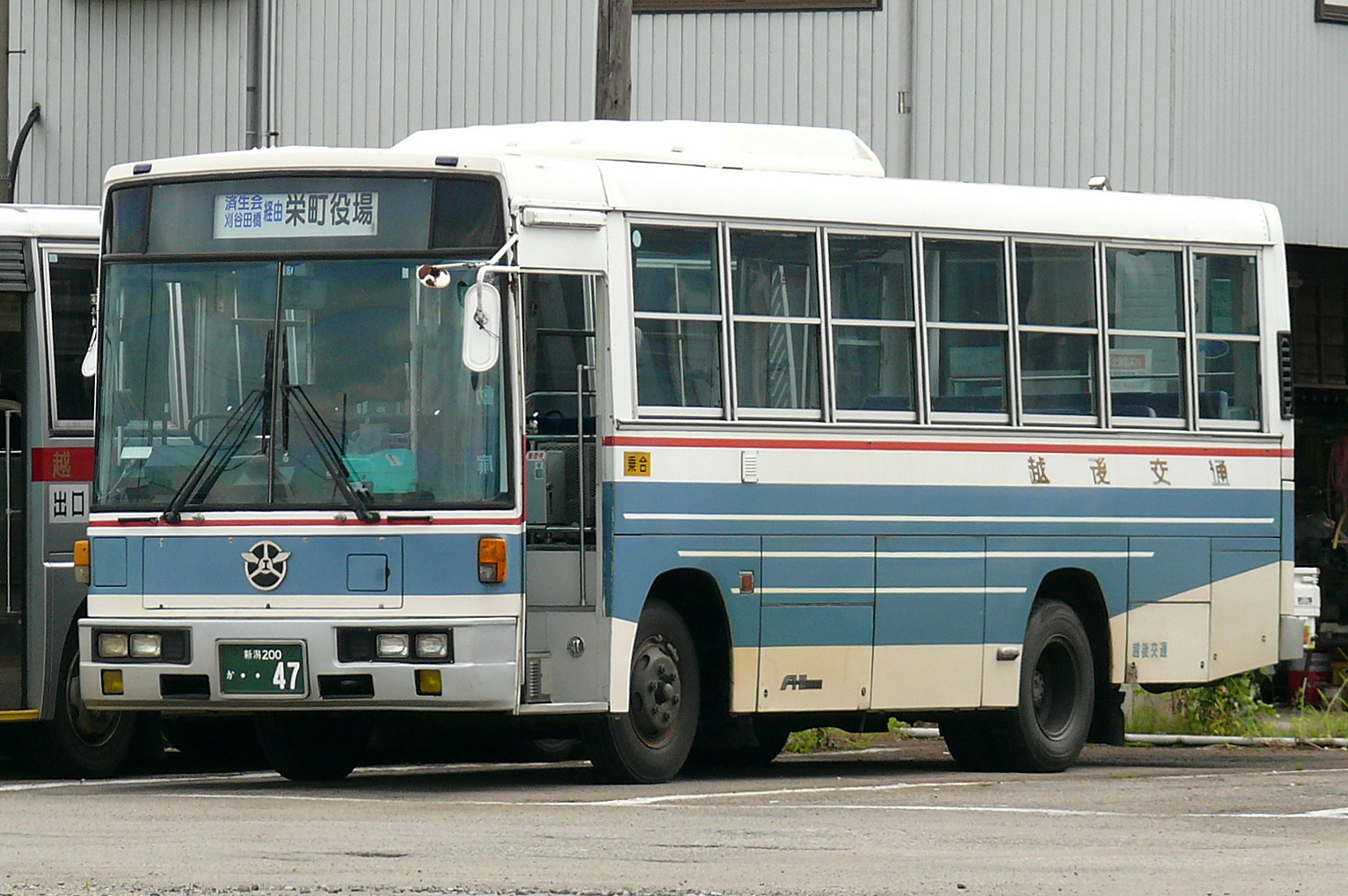
「Hi-lite」顏色巴士
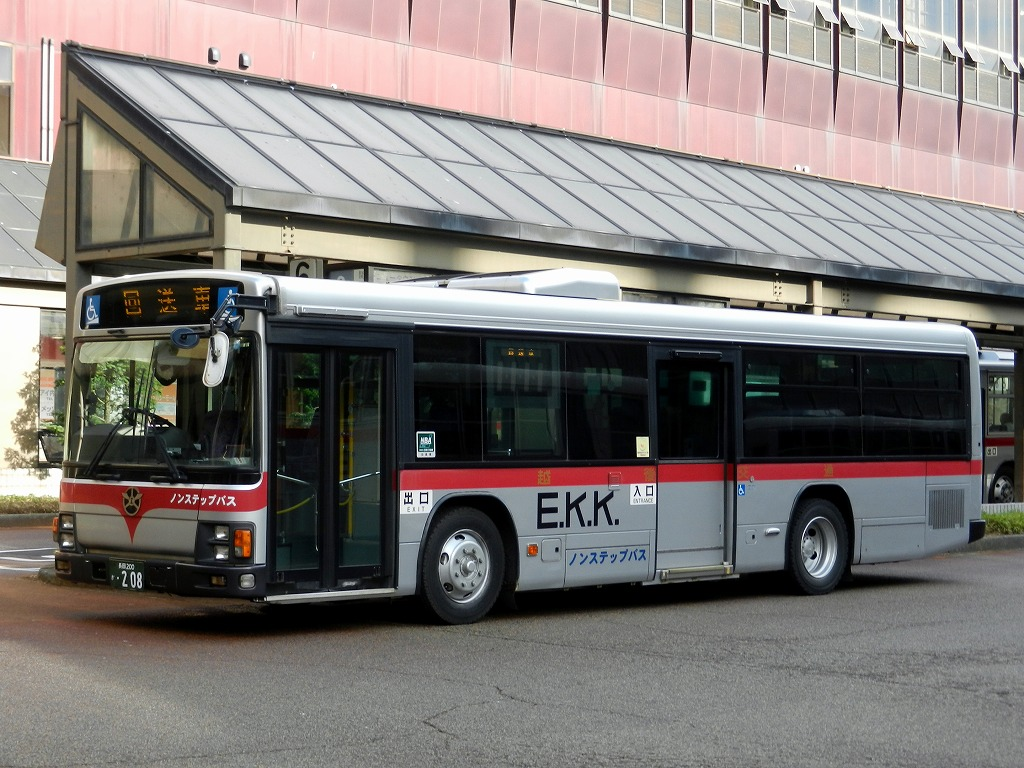
一般巴士車輛（無梯級巴士）
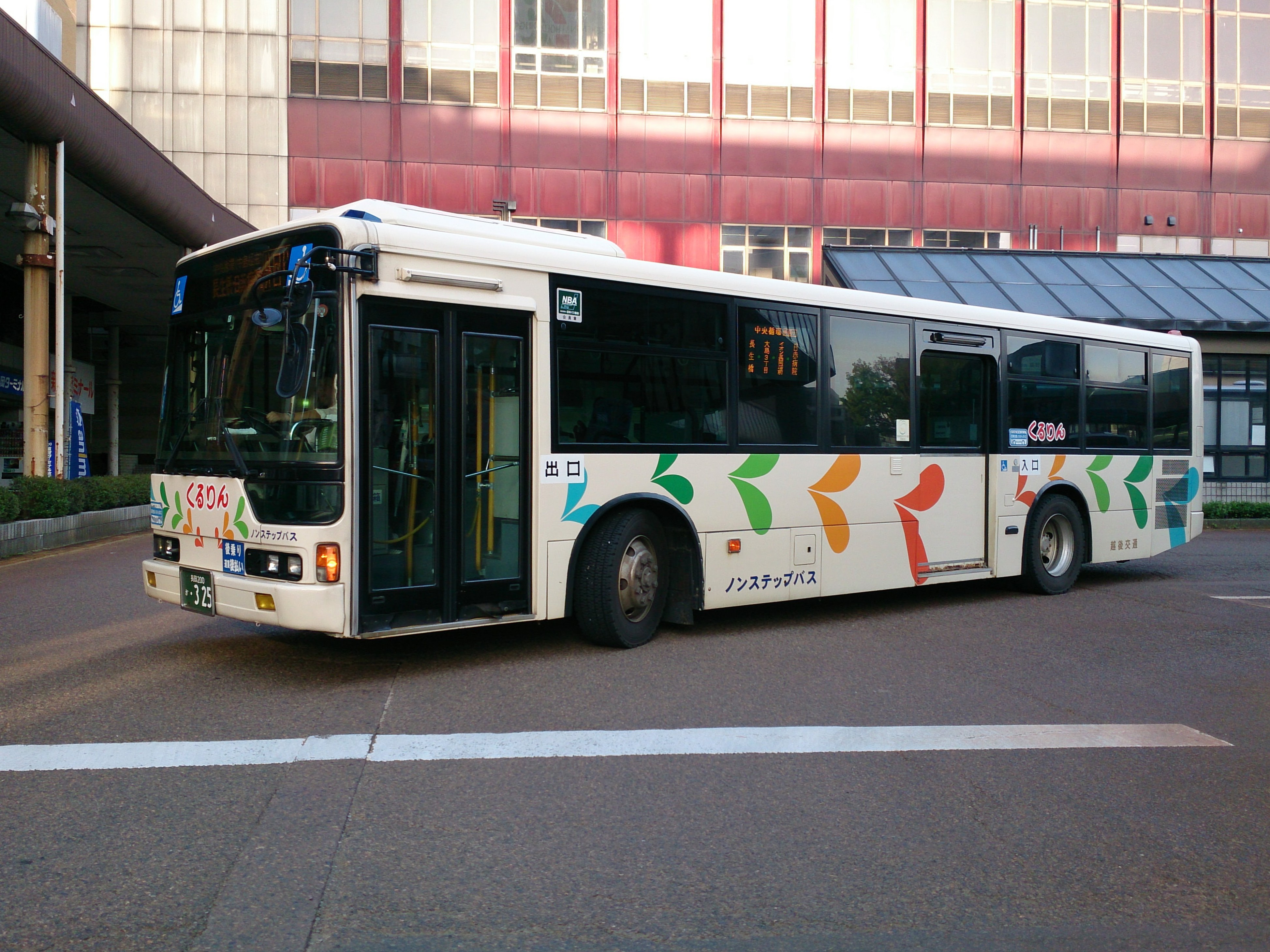
長岡市內中央循環巴士「巡迴路」
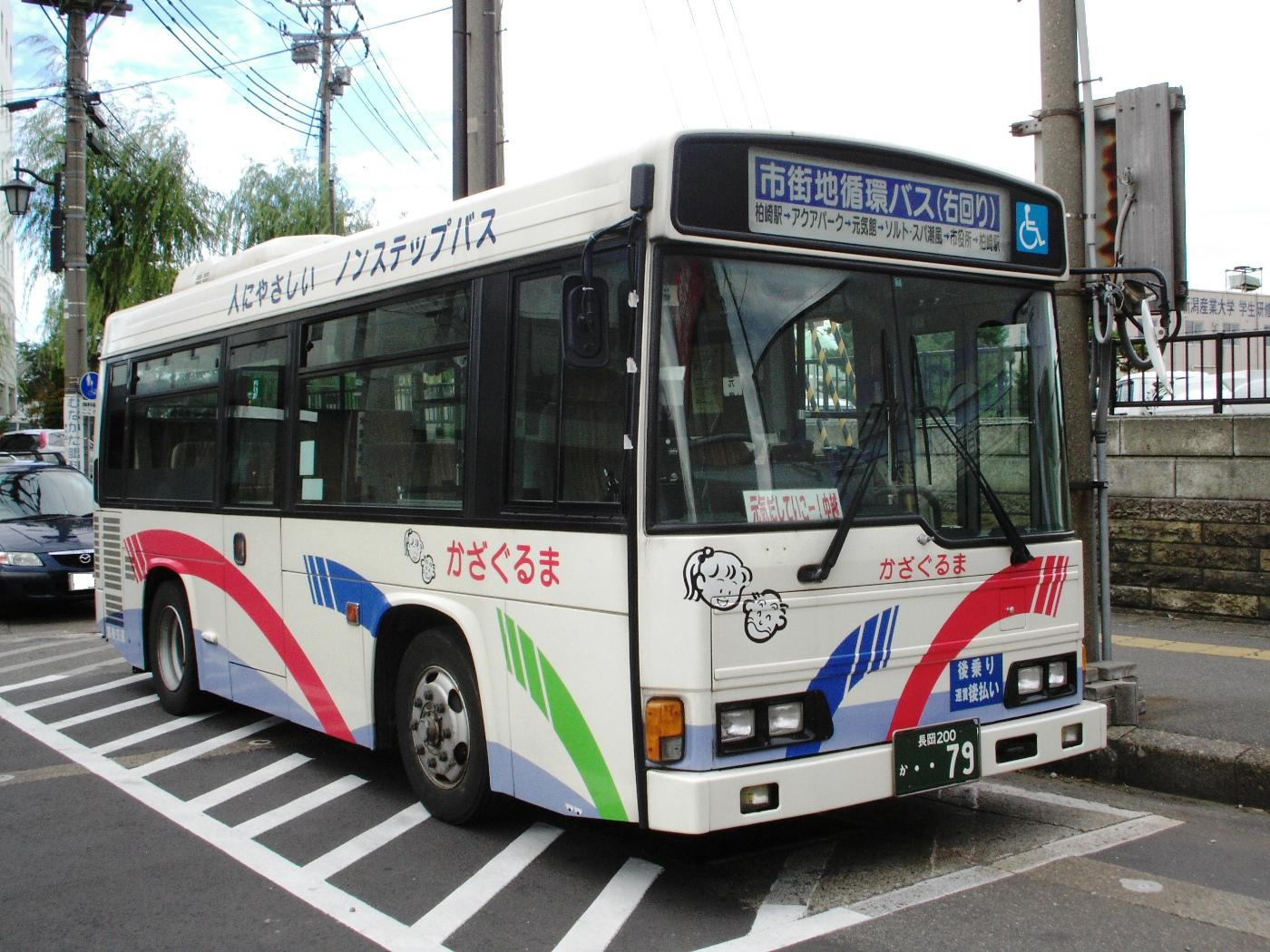
柏崎市內循環「風車」（第一代）

## 高速巴士
現時，越後交通共有縣外和縣內各3條高速巴士路線。縣內高速巴士路線名為「朱鷺Liner」。高速巴士與一般巴士同樣，已經安裝了GPS和巴士位置系統「新潟巴士-i」。
各路線的括號內是指負責該路線的營業所與營運車輛所屬的營業所。路線的下方則列出該路線的聯營巴士公司。

### 縣外線

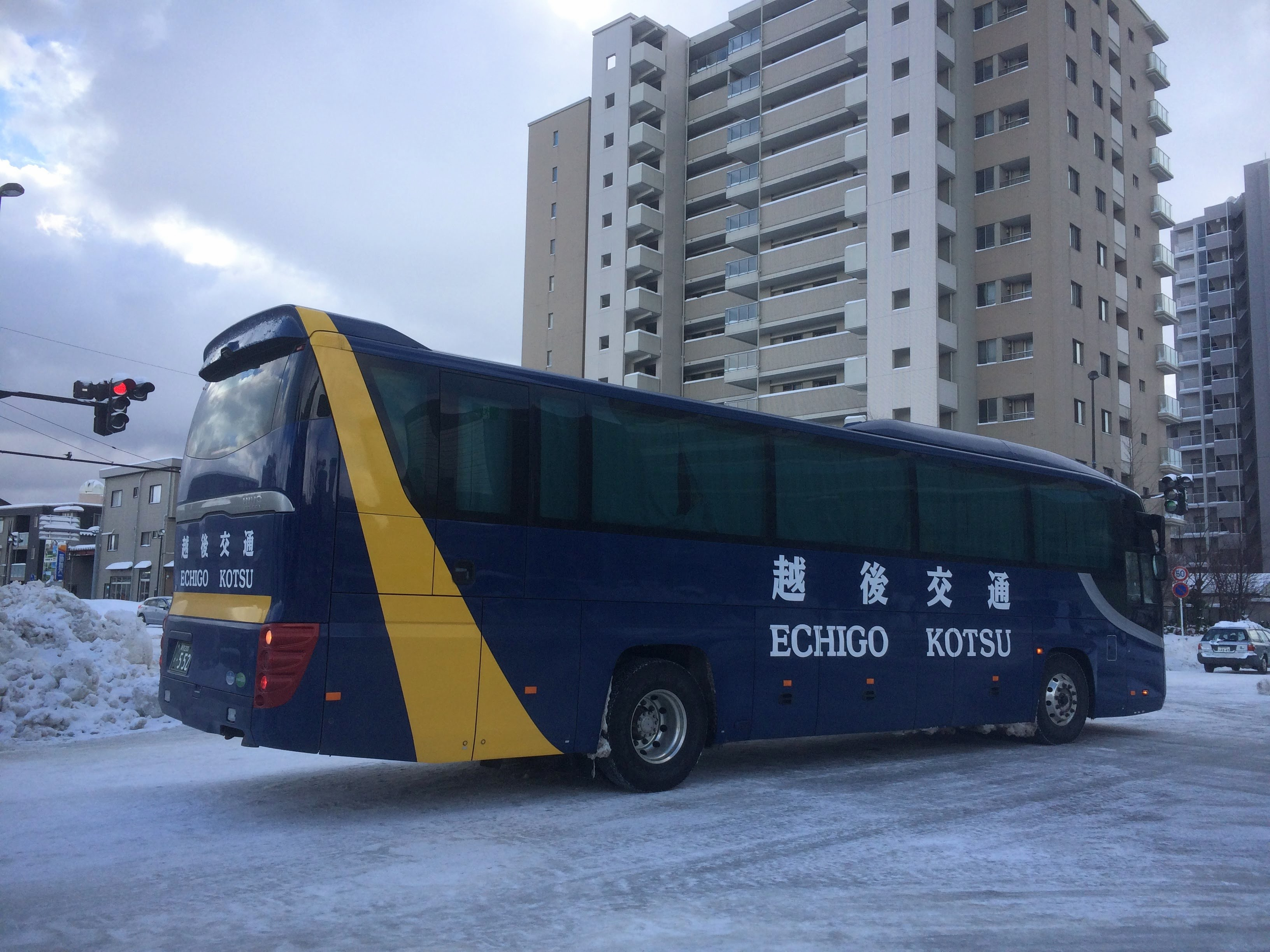
京都・大阪線

- 新潟 - 東京線（日语：東京 - 新潟線）（三條營業所）
與新潟交通（日语：新潟交通）和西武巴士聯營
- 上越 - 東京線（日语：東京 - 上越線）（柏崎營業所）
與頸城自動車（日语：頸城自動車）和西武巴士聯營
- 長岡·柏崎 - 京都·大阪線（日语：堺・なんば・京都 - 柏崎・長岡線）（三條營業所）
與南海巴士（日语：南海バス）聯營

### 縣內線

朱鷺Liner路線圖

- 【朱鷺Liner】Ｎ 長岡線（本社營業所）

與新潟交通聯營。
- 【朱鷺Liner】Ｊ 上越線（日语：直江津・高田 - 新潟線）（本社營業所）

與新潟交通和頸城自動車聯營。連接新潟縣上越市與同縣新潟市中央區之間。
- 【朱鷺Liner】Ｋ 柏崎線（日语：ときライナー#柏崎線）（柏崎營業所）

連接新潟縣柏崎市與同縣新潟市中央區之間。

### 接管·已廢除路線
- 十日町市 - 新潟線（日语：ときライナー#十日町線）（本社營業所）

2018年10月1日起由IK Alliance接管。

## 營運範圍

與板·分水·寺泊·出雲崎周邊區域（除了彌彥號和燕號外，均由此公司營運）

柏崎區域北部（除了西山號外，均由此公司營運）

柏崎區域南部（除了高柳·鵜川地區的紅紫色外，均由此公司營運）

截至2018年，越後交通在新潟縣中越地方，包括長岡市、十日町市、柏崎市、小千谷市、見附市和三條市均設有巴士路線。
另外在中越地方南部的魚沼地域之巴士服務均由南越後觀光巴士負責。
- 主要從長岡站大手口到發的路線中，來往長岡至各地（長岡 - 小千谷·長岡 - 柏崎等）的巴士路線會稱為「郊外線」，只於長岡市中心內行走的巴士路線會稱為「市內線」。
- 一些附上【急行】的路線中，在近年時間表修正起，也開始加停長岡市內的巴士站。
- 【急行】長岡 - 十日町線和【急行·快速】長岡 - 柏崎線有時候會使用高速巴士車輛。當中，【急行】柏崎線（經西山·刈羽）會較多發生這樣情況。
- 在【急行】班次中，巴士正面會掛上木製急行板，該板的形狀是倒梯形，板上會以紅色字寫上「急行」。現時已經沒有這個安排。

## 公共關係活動
- 在每年長岡祭大煙花大會的「正三尺玉」環節，都是由越後交通贊助。

## 集團企業

### 當地子公司
- 南越後觀光巴士

曾經也有越後交通縣央觀光和北越後觀光巴士兩間子公司，前者於2008年7月1日，後者於2017年合併至越後交通。

### 其他
- 長鐵工業株式會社（建造業，碎石銷售業）
- 越後交通工業株式會社（建造業）
- 越後交通整備株式會社（汽車保養）
- 越後大廈服務株式會社（建築物內部清潔，建築物維修）
- 株式會社觀光（廣告業、的士、保險代理機構）
- 株式會社越後交通鐵工所（鋼結構製造業）
- Net豐田越後株式會社（豐田系汽車代理商）

## 投資比例較高的廣播機構
越後交通在縣內各民營廣播機構均有投資，部分原因是在長岡鐵道的時代，公司擁有人田中角榮是郵政族議員。這影響了成立公司時，高階主管的人選等情況。
- 新潟放送（BSN・JNN聯播網）
- NST新潟綜合電視台（NST・FNN聯播網）
- 新潟電視台21（UX・ANN聯播網）
- 另外，公司也以一般股東的身份投資新潟電視台（TeNY・NNN聯播網）。

## 曾經擁有的業業

### 鐵路業
- 越後交通長岡線
- 越後交通栃尾線

### 棒球場
- 悠久山棒球場（日语：長岡市悠久山野球場） （※不是現時的長岡市悠久山棒球場）

## 注腳

## 外部連結
- 【官方網站】越後交通株式會社 （页面存档备份，存于）（日語）